# Difracción atmosférica

Animación del amanecer (15 segundos/cuadro) con anillos de difracción causados por gotas de agua y solo visibles cuando el Sol está cerca del horizonte.

La difracción atmosférica se manifiesta principalmente de las siguientes formas:
- Difracción atmosférica óptica
- La difracción de ondas de radio es la dispersión de la frecuencia de radio o frecuencias más bajas desde la ionosfera de la Tierra, lo que da como resultado la capacidad de lograr transmisiones de radio a mayor distancia.
- La difracción de ondas sonoras es la curvatura de las ondas sonoras a medida que el sonido viaja alrededor de los bordes de los objetos geométricos. Esto produce el efecto de poder escuchar incluso cuando la fuente está bloqueada por un objeto sólido. Las ondas sonoras se curvan apreciablemente alrededor del objeto sólido.

Sin embargo, si el objeto tiene un diámetro mayor que la longitud de onda acústica, se proyecta una "sombra sonora" detrás del objeto donde el sonido es inaudible. (Nota: es posible que se propague algún sonido a través del objeto dependiendo del material).

## Difracción atmosférica óptica

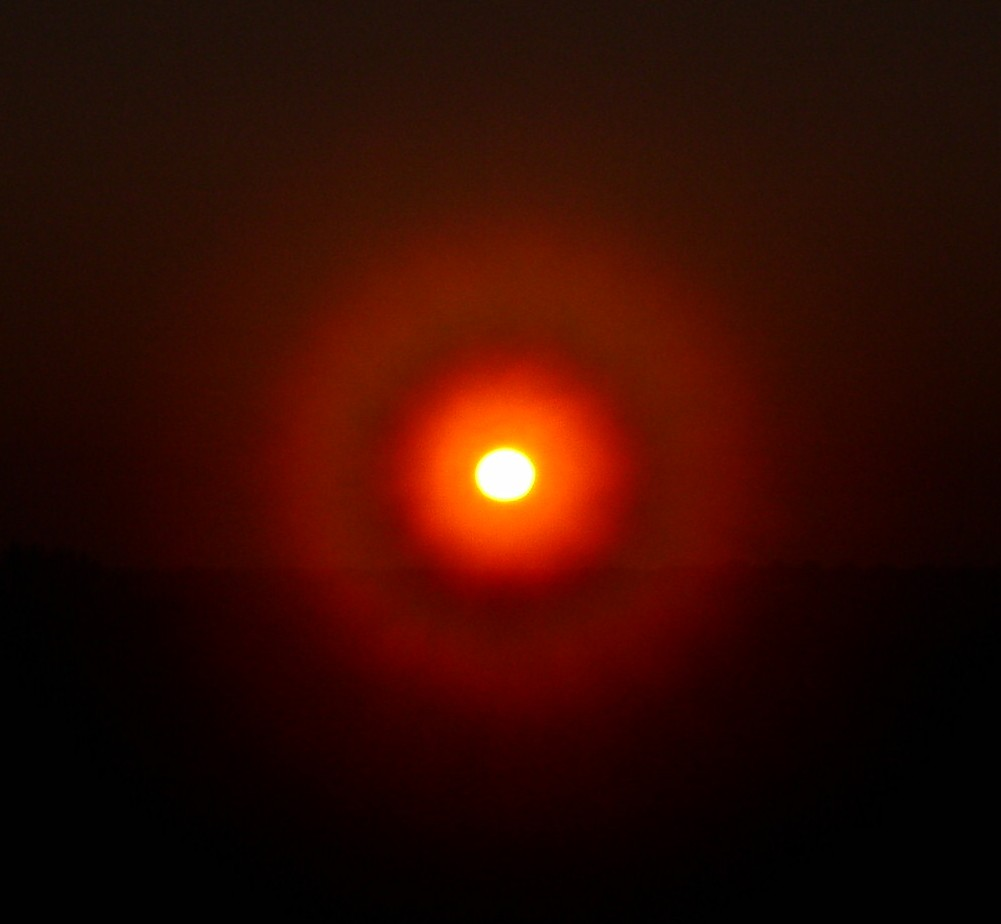
Anillo de difracción solar

Cuando la luz viaja a través de nubes delgadas formadas por gotitas de agua o aerosol o cristales de hielo de tamaño casi uniforme, se produce difracción o curvatura de la luz a medida que esta es difractada por los bordes de las partículas. Este grado de curvatura de la luz depende de la longitud de onda (color) de la luz y del tamaño de las partículas. El resultado es un patrón de anillos, que parecen emanar del Sol, la Luna, un planeta u otro objeto astronómico. La parte más distintiva de este patrón es un disco central casi blanco. Esto se parece a un disco de Airy atmosférico, pero en realidad no es un disco de Airy. Es diferente de los arcoíris y los halos, que son causados principalmente por la refracción.

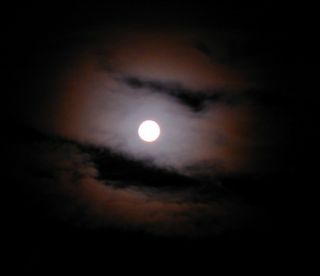
Anillo de difracción lunar

La foto de la izquierda muestra un anillo de difracción alrededor del Sol naciente causado por un velo de aerosol. Este efecto desapareció dramáticamente cuando el Sol se elevó lo suficiente hasta que el patrón ya no era visible en la superficie de la Tierra. Este fenómeno a veces se denomina efecto corona, y no debe confundirse con la corona solar.
A la derecha hay una exposición de 1/10 de segundo que muestra una luna llena sobreexpuesta. La Luna se ve a través de delgadas nubes vaporosas, que brillan con un disco brillante rodeado de un anillo rojo iluminado. Una exposición más prolongada mostraría colores más tenues más allá del anillo rojo exterior.
Otra forma de difracción atmosférica o desviación de la luz ocurre cuando la luz se mueve a través de capas finas de polvo particulado atrapado principalmente en las capas medias de la troposfera. Este efecto se diferencia de la difracción atmosférica basada en agua porque el material del polvo es opaco, mientras que el agua permite que la luz pase a través de él. Esto tiene el efecto de teñir la luz del color de las partículas de polvo. Esta tonalidad puede variar de rojo a amarillo dependiendo de la ubicación geográfica. La otra diferencia principal es que la difracción basada en polvo actúa como una lupa en lugar de crear un halo distintivo. Esto ocurre porque la materia opaca no comparte las propiedades de lente del agua. El efecto es hacer que el objeto parezca visiblemente más grande pero a la vez más indistinto porque el polvo distorsiona la imagen. Este efecto varía en gran medida según la cantidad y el tipo de polvo en la atmósfera.

## Propagación de ondas de radio en la ionosfera
La ionosfera es una capa de gases parcialmente ionizados situada muy por encima de la mayor parte de la atmósfera de la Tierra ; estos gases son ionizados por los rayos cósmicos que se originan en el Sol. Cuando las ondas de radio viajan a esta zona, que comienza a unos 80 kilómetros sobre la Tierra, experimentan difracción de manera similar al fenómeno de la luz visible descrito anteriormente. En este caso, parte de la energía electromagnética se dobla en un gran arco, de modo que puede regresar a la superficie de la Tierra en un punto muy distante (del orden de cientos de kilómetros de la fuente de transmisión). Lo más notable es que parte de esta energía de ondas de radio rebota en la superficie de la Tierra y alcanza la ionosfera por segunda vez, a una distancia incluso mayor que la primera. En consecuencia, un transmisor de alta potencia puede transmitir eficazmente a más de 1.000 kilómetros utilizando múltiples "saltos" fuera de la ionosfera. Y, en épocas de condiciones atmosféricas favorables, se produce un buen "salto", y entonces incluso un transmisor de baja potencia puede ser escuchado al otro lado del mundo. Esto ocurre a menudo con los radioaficionados "novatos", que por ley están limitados a transmisores de no más de 65 vatios. La expedición Kon-Tiki se comunicó regularmente con un transmisor de 6 vatios desde el medio del Pacífico. Para más detalles, consulte la parte "comunicaciones" de la entrada "Expedición Kon-Tiki" en Wikipedia.
Se ha examinado una variante exótica de esta propagación de ondas de radio para demostrar que, teóricamente, el rebote ionosférico podría ser muy exagerado si se creara una onda acústica esférica de alta potencia en la ionosfera desde una fuente en la Tierra.

## Difracción acústica cerca de la superficie de la Tierra
En el caso de las ondas sonoras que viajan cerca de la superficie de la Tierra, las ondas se difractan o se doblan a medida que pasan por un borde geométrico, como una pared o un edificio. Este fenómeno tiene un efecto práctico muy importante: que podemos oír "a la vuelta de la esquina". Debido a las frecuencias involucradas, una cantidad considerable de energía del sonido (del orden del diez por ciento) en realidad viaja hacia lo que se denominaría "zona de sombra" del sonido. La luz visible exhibe un efecto similar, pero, debido a su longitud de onda mucho más corta, sólo una pequeña cantidad de energía luminosa viaja alrededor de una esquina.
Una rama útil de la acústica que se ocupa del diseño de barreras acústicas examina este fenómeno de difracción acústica en detalle cuantitativo para calcular la altura y la ubicación óptimas de una pared acústica o berma adyacente a una carretera.
Este fenómeno también es inherente al cálculo de los niveles de sonido del ruido de las aeronaves, de modo que se pueda comprender una determinación precisa de las características topográficas. De esa manera se pueden producir isopleta de nivel de sonido, o mapas de contorno, que representan fielmente los resultados en terrenos variables.